# Stauropus sikkimensis
Stauropus sikkimensis är en fjärilsart som beskrevs av Moore 1865. Stauropus sikkimensis ingår i släktet Stauropus och familjen tandspinnare. Inga underarter finns listade i Catalogue of Life.

## Bildgalleri

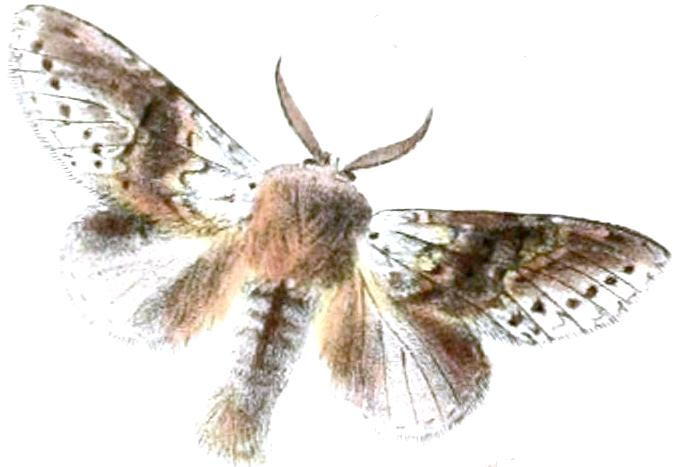